# أرتيميس 5
أرتيميس 5 هي الرحلة المخططة الخامسة لبرنامج أرتيمس التابع لوكالة ناسا، من المقرر أن تضم المهمة 4 رواد فضاء على متن مركبة أوريون سينطلقون إلى القطب الجنوبي للقمر.